# David Vostell
Santiago David Vostell (n. Colonia, Alemania, 10 de octubre de 1960) es un compositor y director de cine alemán-español.

## Biografía
Es el primer hijo del matrimonio formado por el artista alemán Wolf Vostell y su esposa extremeña Mercedes Guardado, que se casaron en 1959 en Cáceres y se trasladaron a Colonia en 1960. Su padre y la obra de éste formaron su personalidad y su visión de la vida desde los primeros instantes de su infancia. El entorno artístico de los años 1960 y de principios de los años 1970 le marcaron intensamente. Compañeros de su padre como Nam June Paik y Allan Kaprow con los que siendo adolescente compartió muchos momentos, le influyeron profundamente.
En 1978, terminó su formación en medios de comunicación en el Sender Freies Berlin. Hizo prácticas profesionales en la Agencia de Publicidad TBWA en Fráncfort del Meno y como asistente de editor de cine. Trabajó como proyeccionista en un cine, en un laboratorio fotográfico y como fotógrafo. En 1979 rodó en Super-8, junto a antiguos compañeros de colegio, la película experimental 36574 Bilder. En 1980 realizó un documental con el título Endogen Depression sobre la creación de una instalación de Wolf Vostell.
En 1982, rodó el cortometraje Ginger Hel con Mark Eins, el fundador del grupo Din A Testbild, y con la actriz Pantera Hamm. Es una extravagante historia de amor del underground berlinés de principios de los años 1980. En la mitología nórdica, Hel es la diosa de su imperio de oscuridad y tinieblas. Esta alusión a la mitología se transmite en varias escenas de la película mediante el roll de los actores que se involucran y transforman en personajes mitológicos. Ya este temprano cortometraje nos muestra su afinidad especial a la música. Música en largos pasajes rítmicos. Planos de cámara de larga duración. Las escenas de diálogo y acción de los actores están reducidas a escenas fundamentales. Así se crea una estilística en la que la música no solo acompaña a la película sino que adquiere una importancia equivalente a la de las imágenes. En Ginger Hel aparece una secuencia de 3 minutos en la que se ven imágenes montadas al ritmo de la música. Así se creó un videoclip que forma parte de este cortometraje. Entre 1985 y 1987 realizó 7 videoclips. Los videoclips de David Vostell distan mucho de la perfección técnica de los videoclips de los años 1980. Sus videoclips son mezclas experimentales de imágenes y de música. Tomas imprecisas, nerviosas y que se repiten a menudo, son en este caso, en contra de las convenciones, características que conforman su estilo. Al principio de los años 1980 empezó a dibujar y pintar. Los videoclips de David Vostell se encuentran en colecciones de videos en museos.
En 1990, David Vostell rodó en Los Ángeles el largometraje The Being from Earth en lengua inglesa, titulado en español El Ser de la Tierra. Esta película de tema fantástico cuenta la historia de un ser, una mezcla entre animal y planta, nacido de la arena del Desierto de Mojave. El título del filme remite en primer lugar al hecho de que se trata de un ser nacido de la tierra. Pero también puede verse como una metáfora. En el sentido figurado podría también referirse al estado de la tierra, o al Ser, o a la Existencia. Largos movimientos de cámara. Las escenas de los actores conceptuadas solamente para escenas fundamentales. Diálogos reducidos a los necesarios y mucha música nos hacen reconocer su dirección individual. El Ser de la Tierra se aleja del entendimiento convencional del cine. Es una película realmente enigmática, donde surge constantemente la pregunta sobre el porqué pero pocas veces recibe respuesta. El espectador que espera una estructura convencional y explicativa de la historia pasa rápidamente a la búsqueda de una comprensión, que no es fácil de lograr porque intencionadamente varias interpretaciones de la acción son posibles. La película evoluciona hacia su independencia y es difícil seguir su argumento. El Ser de la Tierra parece ser una invitación al espectador a dejarse llevar y a reconocer la perfección como idea irrealizable tanto en la vida como en el cine. El ser de la película es extremadamente pasivo. Ni come, ni muerde, ni mata. En cuanto a carácter, puede comparársele al ser de Eraserhead de David Lynch.
En 1992, realizó la película documental Vostell 60 - Rückblick 92 sobre la retrospectiva de Wolf Vostell en Colonia. En 1995 trabajó en una serie de dibujos que reflejan sus visiones cinematográficas y los publicó en el libro Sketchbook 95 / 96. En el año 1998, publicó el Sketchbook 97 / 98. Después de la muerte de Wolf Vostell en el año 1998, David Vostell reconoció su responsabilidad con respecto a la herencia de su padre. Desde 1998 hasta 2001 dio estructura y cronología al Archivo Vostell y elaboró en el año 2014 en Internet el catálogo razonado de la obra de Wolf Vostell.
En 2003 creó la Sinfonía n.º 1 y, en 2004, la Sinfonía n.º 2. En 2005, David Vostell compuso Fórmulas de la Vida, 24 suites para 24 palabras esenciales como nacimiento, amor y sueños. El libreto / booklet digital del CD, que es otro CD en lugar de un libreto impreso, visualiza las 24 palabras en collages fotográficos digitales que están en contexto directo con sus composiciones. 
En 2006 compuso El Universo es Música, una banda sonora creada para video-secuencias de galaxias lejanas enviadas a la Tierra por el Telescopio espacial Hubble. El libreto / booklet digital del CD muestra 26 collages fotográficos digitales que visualizan precisa y concretamente viajes en el tiempo y la búsqueda de desconocidas formas de vida en el universo. En los collages fotográficos digitales se presenta la relación que tenemos con los hechos y las cosas de forma visual. En la confrontación de las imágenes usadas se desarrollan nuevas visiones. La multitud de los elementos visuales son un factor para las infinitas interpretaciones de estas obras. David Vostell creó los collages fotográficos digitales manipulando una herramienta de un software para fotografía.
En los años 2007-2012, David Vostell compuso suites que de nuevo están relacionadas con sus collages fotográficos digitales. La instrumentación clásica de las suites de David Vostell es opuesta a sus extraordinarias melodías. Para cada suite de una duración entre 3 y 16 minutos, creó un collage fotográfico con el mismo título que la suite y se publicaron juntos. En 2009 compuso la música para el video Viaje dentro del cuerpo humano. En los años 2010-2015, compuso la banda sonora para los videos Prélute, In Paradisum, Die Regen Göttin, Valentina, Woman and Nature near Extinction, L'Uomo y Vita de Iris Brosch y para Beautiful Earth, un video de imágenes tomadas por la Estación Espacial Internacional.

## Filmografía
- 1975: Fandango (documental)
- 1976: Holidays 1968–1976 (documental)
- 1979: 36574 Bilder (cortometraje experimental, Super-8)
- 1979: Familienessen (documental)
- 1980: Endogen Depression (documental)
- 1980: City Travels 1971–1980 (documental)
- 1981: Fluxus-Zug (documental)
- 1982: Das Porträt (documental)
- 1982: E.d.H.R. (documental)
- 1982: Ginger Hel (cortometraje, música Din A Testbild)
- 1985: Homo Sapiens (videoclip, música Din A Testbild)
- 1985: Lost in Life (videoclip)
- 1985: Tutila (videoclip)
- 1985: She is so nice (videoclip para Din A Testbild)
- 1986: Fluxus-Konzert, Madrid (documental)
- 1986: Die Billard-Mädchen (documental)
- 1986: Die Winde (documental)
- 1986: Cabala Música (videoclip)
- 1986: Blue way in (videoclip)
- 1987: Blood and Cokee (videoclip, música Din A Testbild)
- 1987: Mythos Berlin (documental)
- 1989: Coma Amazonica (documental)
- 1990: The Being from Earth (largometraje)
- 1991: Bestia Pigra (documental)
- 1992: Vostell 60 - Rückblick 92 (documental)[11][12]

## Discografía CD y BSO
- 2003: Sinfonía n.º 1 (2 CD)
- 2004: Sinfonía n.º 2 (2 CD)
- 2005: Fórmulas de la Vida (24 suites, 3 CD)
- 2006: El Universo es Música (BSO)
- 2007: Influencias (10 suites, 2 CD)
- 2008: EEM / Erotic Enlightenment Mythologies (9 suites, 2 CD)
- 2009: Viaje dentro del cuerpo humano (BSO)
- 2009: Viaje - cuerpo humano (7 suites, 2 CD)
- 2009: Benediction (BSO)
- 2010: Prélude (BSO)
- 2010: Serotonina (10 suites, 2 CD)
- 2011: Room (7 suites, 2 CD)
- 2012: Mi mente (13 suites, 2CD)
- 2012: In Paradisum (BSO)
- 2012: Die Regen Göttin (BSO)
- 2012: Valentina (BSO)
- 2013: Woman & Nature near Extinction (BSO)
- 2013: Solid (8 suites, 1 CD)
- 2014: Lone Ride (6 tracks, 1 CD)
- 2014: Karma-Base, Volume 1 (9 tracks, 1 CD)
- 2014: Endogen Depression (BSO)
- 2015: L'Uomo - Documental (BSO)
- 2015: L'Uomo - Featurette (BSO)
- 2015: L'Uomo (BSO)
- 2015: Vita (BSO)
- 2015: Cruising at night (BSO)
- 2015: Beautiful Earth (BSO)
- 2015: Biest (3 tracks)
- 2016: Curse (3 tracks)
- 2016: How Sweet It Is To Love (BSO)
- 2017: For you (BSO)
- 2017: Vita II (BSO)
- 2017: Revenge (3 tracks)
- 2018: Ease (3 tracks)
- 2019: Shine (3 tracks)
- 2020: Glow44 (3 tracks)
- 2021: Nepenthes (3 tracks)
- 2022: Beyond25 (3 tracks)

## Collages fotográficos digitales
- 2005: Fórmulas de la Vida (24 obras)
- 2006: El Universo es Música (26 obras)
- 2007: Influencias (10 obras)
- 2008: EEM / Erotic Enlightenment Mythologies (9 obras)
- 2009: Viaje - cuerpo humano (7 obras)
- 2010: Serotonina (10 obras)
- 2011: Room (7 obras)
- 2012: Mi mente (13 obras)

## Otras publicaciones
- 1982: Triptychon, 6 tracks con Mark Eins y Ziggy Schöning (en casete)
- 1985: Work on Video by David Vostell (en VHS)
- 1992: My Intuitive Video 1979 - 1989 (en VHS)
- 1992: The Being from Earth (en VHS)
- 1992: Ginger Hel (en VHS)
- 1992: Vostell 60 – Review 92 (en VHS)
- 1996: Michaela Nolte, David Vostell, Sketchbook 95 / 96
- 1998: David Vostell, Sketchbook 97 / 98
- 2007: Vostell 60 – Review 92 (en DVD)
- 2012: David Vostell, Suites y collages fotográficos digitales 2005-2012 (MP3 en CD)
- 2013: David Vostell, short films, music videos, documentaries 1979-1992 (en Memoria USB)
- 2014: The World of David Vostell. Short films, music videos, documentaries, music, and more 1979 - 2014 (en memoria USB)
- 2016: Wolf Vostell, Seismograph seiner Epoche, Werke 1952 - 1998, LB Publikation, Editor David Vostell, The Wolf Vostell Estate
- 2016: The World of David Vostell. Short films, music videos, documentaries, music, and more 1976 - 2016. Distribuidor: always on rec. Special Edition (en memoria USB)
- 2018: Mercedes Guardado, La historia del Museo Vostell Malpartida, LB Publicación, Editor David Vostell, The Wolf Vostell Estate, ISBN 978-84-949836-2-7.
- 2018: Iris Brosch, Trilogy - A Warning for the 21st Century, Editions du Temple (en DVD y Blu-ray)
- 2018: Trilogy - A Warning for the 21st Century, Sagen, BSO (en memoria USB)
- 2019: The World of David Vostell 1976 - 2018. Sun Chariot Books, Cáceres 2019, ISBN 978-84-949836-3-4.
- 2020: Queridísima. Mercedes Guardado y Wolf Vostell, LB Publication, Editor David Vostell, The Wolf Vostell Estate, Cáceres 2020, ISBN 978-84-949836-5-8.
- 2020: The World of David Vostell. Short films, music videos, documentaries, music, and more 1976 - 2020. Distribuidor: always on rec. Limited Edition (en memoria USB)
- 2022: The Being from Earth. Blu-ray. Versión Original en inglés. Distribuidor: nine disc. Edición Especial Limitada de 100.  9 Art Cards. Contenido extra en memoria USB
- 2022: The Being from Earth. Blu-ray. Versión Original en inglés. Distribuidor: Illuminated Nebula. Edición Estándar de 100
- 2022: The Being from Earth. Blu-ray. Versión Original en inglés.  Distribuidor: Illuminated Nebula. Edición Metálica Limitada de150. Remasterización del Negativo Original de 35 mm
- 2022: The World of David Vostell 1975–2022. Distribuidor: always on rec. Edición Especial (en memoria USB)

## Literatura
- Shakespeare Hamlet Heyme / Vostell. Schauspiel Köln. Hansgünther Heyme, Fotos Stefan Odry, David Vostell, Druck und Verlagshaus Wienand, Köln 1979.
- Die Phoenizierinnen des Euripides. Württembergische Staatstheater Stuttgart. Hansgünther Heyme, Fotos David Vostell, Stuttgarter Hefte 28, Druckhaus Münster, Stuttgart 1981.
- Hansgünther Heyme, Wolf Vostell, Hamlet / Phönizierinnen. Inszenierungsdokumentation. Fotos Stefan Odry, David Vostell, Württembergische Staatstheater Stuttgart, Druckhaus Münster, Stuttgart 1982.
- TIP Berlin Magazin, Nr.25 / 1991, Lars Olav Beier, The Being from Earth.
- Anja Oßwald, Steiner Art Tapes. Ars Nicolai, Berlín 1994, ISBN 3-89479-049-0.
- Das Heyne - Lexikon des Science - Fiction - Films von Ronald M. Hahn und Volker Jansen. Heyne, München 1994. ISBN 3-453-11860-X.
- Filmjahrbuch 1995, von Lothar R. Just, Heyne Verlag. ISBN 3-453-08130-7.
- Fischer Film Almanach 1995, Fischer Verlag. ISBN 3-596-12762-9.
- Michaela Nolte, David Vostell, Sketchbook 95 / 96, Berlín 1996.
- David Vostell, Sketchbook 97 / 98, Berlín 1998.
- David Vostell Biografía / Recopilatión 1978 - 2008 de Michaela Nolte, nivel 88 Editorial. ISBN 978-84-612-2941-3.